# 袁驿镇
袁驿镇，是中华人民共和国重庆市梁平区下辖的一个乡镇级行政单位。

## 行政区划
袁驿镇下辖以下地区：
袁驿街道社区、兴山村、石榴村、邵兴村、袁驿村、叶岩村、清顺村、民主村、胜名村、响滩村和柳河村。